# 香港街
《香港街》，前稱《香港街與地方》，《HONG KONG STREETS & PLACES 香港街道與地區》，是由香港特別行政區政府地政總署測繪處出版的地圖集，在1976-1978年首次出版，2004年加上「影像地圖版」的稱呼，特點是部分地圖上會加入相同地點的航空攝影圖，但在2008年版起不再包含航空攝影圖。《香港街》現時每年出版，但隨著支持環保，在2023年起，不再出版實體版。

## 概況
《香港街》可謂香港官方的地圖冊，原因是因為它是唯一一本香港政府出版並公開出售的紙品地圖集，現時由地政總署測繪處編製及出版，由政府物流服務署印刷。
圖冊首頁載有覆蓋全港的小比例影像地圖，以2007年為例，比例由1：40000至1：75000不等；而其後數百頁為大比例並包含地貌影像的影像地圖及傳統地圖，比例由1：6000至1：15000不等。地貌影像取材自航空攝影照片製成的數碼正射影像圖片，而拍攝高度為8000呎。2004年的影像地圖版採用混合方式，部分地區的影像及地圖全面分開，所有地圖都是先有兩頁影像地圖，只有少量資料，然後再有兩頁傳統地圖載有更多資料，以方便讀者參閱對照；部分地圖則只有影像地圖版本，並在上面加繪地圖資料，加繪的地圖資料主要是編製白1：10000基本地圖。2005年起所有地區的影像及地圖都全面分開。
在影像地圖上，讀者可近看香港市區及香港新市鎮等地的影像地貌。配合書中中英對照的目錄及綜合索引，讀者更可找出有關街道、地方、鄉村、交通設施等位置以及其他有關資訊。另有其他資料，如屋邨大廈、建築物、景點、公共場所、社區設施等位置以及其他有關資訊，載於另一本《香港地方、街道及大廈名冊》，可一併購買。
- 2008年及2009年的版本，因為取消了航空攝影圖，頁數由416頁減少至376頁，也不再另行印刷《香港地方、街道及大廈名冊》，圖頁也改為只有普通地圖。
- 2010年的版本重新加入航空攝影圖，頁數增加至424頁。
- 2017年同時出版《e香港街》，可免費下載作非商業用途[2]。
- 2022年版本再次採用航空攝影像圖混合方式。並且可免費下載作非商業用途[3]。

## 外部連結
- 地政總署測繪處 （页面存档备份，存于）負責出版《香港街》
- 《香港街２００７（影像地圖版）》公開發售 （页面存档备份，存于），香港政府新聞公報
- 香港便覽 地圖測繪
- 2022年影像地圖版《香港街》